# 長沙大道駅
長沙大道駅（ちょうさだいどうえき）は、中華人民共和国湖南省長沙市雨花区にある長沙地下鉄2号線の駅である。

## 駅構造
- 島式ホーム1面

## 駅周辺
- 湖南中雅建築労務有限公司